# Bořitov
Bořitov (německy Porstendorf ) je obec v okrese Blansko v Jihomoravském kraji. Žije zde přibližně 1 300 obyvatel. Jde o jednu z větších obcí blanenského regionu, počtem obyvatel a rozlohou se řadí na 15. místo v rámci celého okresu.

## Název
Původní podoba jména vesnice byla Bořutov, byla odvozena od osobního jména Bořuta (v mladší podobě Bořita), což byla domácká podoba některého jména obsahujícího -bor(o)- nebo Boři- (např. Bořihněv, Bořislav, Boromir, Dalibor). Dárcem jména patrně byl Bořuta z Ředhoště (žijící v 1. polovině 13. století). Význam místního jména byl "Bořutův majetek". Německé jméno se vyvinulo z českého.

## Historie
Osídlení na území obce je velmi starobylé, neboť tudy procházela stará obchodní cesta – i proto zde byly objeveny četné archeologické nálezy. První historická zmínka o Bořitovu pochází z falza ze 13. století, které obec datuje do roku 1173. Obec střídavě náležela vladycké rodině z Bořitova, Machně z Valdštejna, Černohorským z Boskovic, Ladislavu z Boskovic a dalším majitelům. Nachází se zde i nejstarší kostel na Moravě, konkrétně kostel sv. Jiří. První zmínka o něm je ze 3. čtvrtiny 12. století (1173).
Na počátku 17. století zde bylo 51 domů, z nich byly po třicetileté válce 2 pusté. V roce 1793 zde bylo už 96 domů se 569 obyvateli, roku 1846 to bylo 119 domů a 715 obyvatel. První zmínka o škole pochází z roku 1653.

## Obyvatelstvo
| Rok            | 1869 | 1880 | 1890  | 1900  | 1910  | 1921  | 1930  | 1950  | 1961  | 1970  | 1980  | 1991  | 2001  | 2011  | 2021  |
| -------------- | ---- | ---- | ----- | ----- | ----- | ----- | ----- | ----- | ----- | ----- | ----- | ----- | ----- | ----- | ----- |
| Počet obyvatel | 910  | 971  | 1 032 | 1 086 | 1 126 | 1 260 | 1 310 | 1 217 | 1 243 | 1 187 | 1 222 | 1 211 | 1 224 | 1 273 | 1 228 |
| Počet domů     | 135  | 146  | 150   | 157   | 170   | 183   | 214   | 269   | 276   | 285   | 296   | 339   | 343   | 365   | 382   |

## Obecní správa

### Obecní symboly
Znak a vlajka byly obci uděleny rozhodnutím předsedy Poslanecké sněmovny Parlamentu České republiky dne 18. března 2003.

## Spolky a organizace
- Sbor dobrovolných hasičů
- Jednota Orel
- Tělovýchovná jednota SOKOL
- Mateřská a základní škola
- Klub důchodců

## Pamětihodnosti
- Kostel sv. Jiří
- Socha sv. Václava
- Socha sv. Jana Nepomuckého
- Sousoší Husité – skalní reliéfy Jana Husa, Jana Žižky a Prokopa Holého pod Velkým Chlumem od Stanislava Rolínka

## Významní rodáci
- Josef Dvořák – legionář, odbojář, generál československé armády in memoriam
- Mons. Václav Hlavička – farář, kaplan Jeho Svatosti
- František Pavlů – stavitel
- Stanislav Rolínek – malíř, sochař
- Jaroslav Josef Sumbal – legionář, lékař

## Fotogalerie

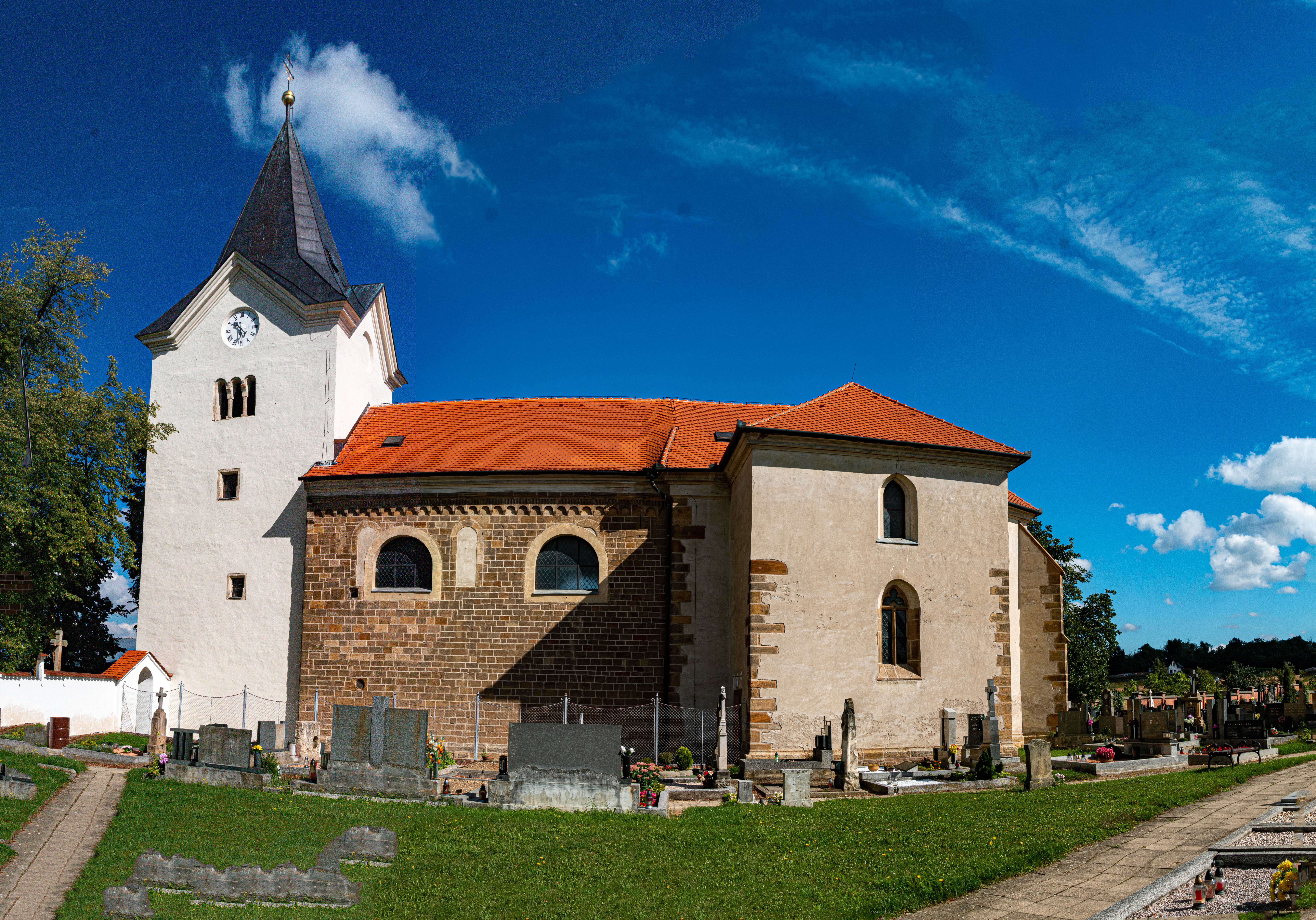
Kostel sv. Jiří
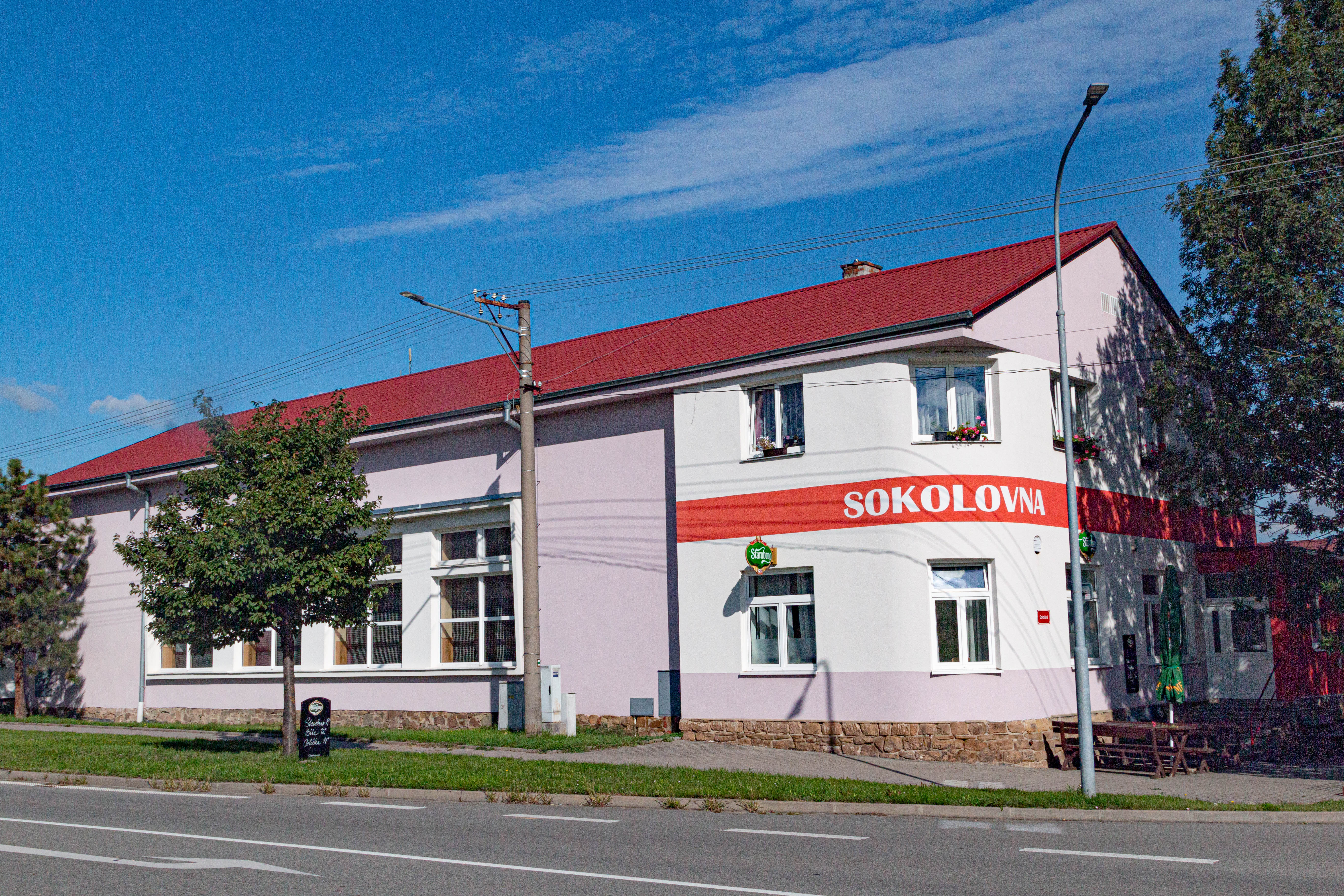
Sokolovna
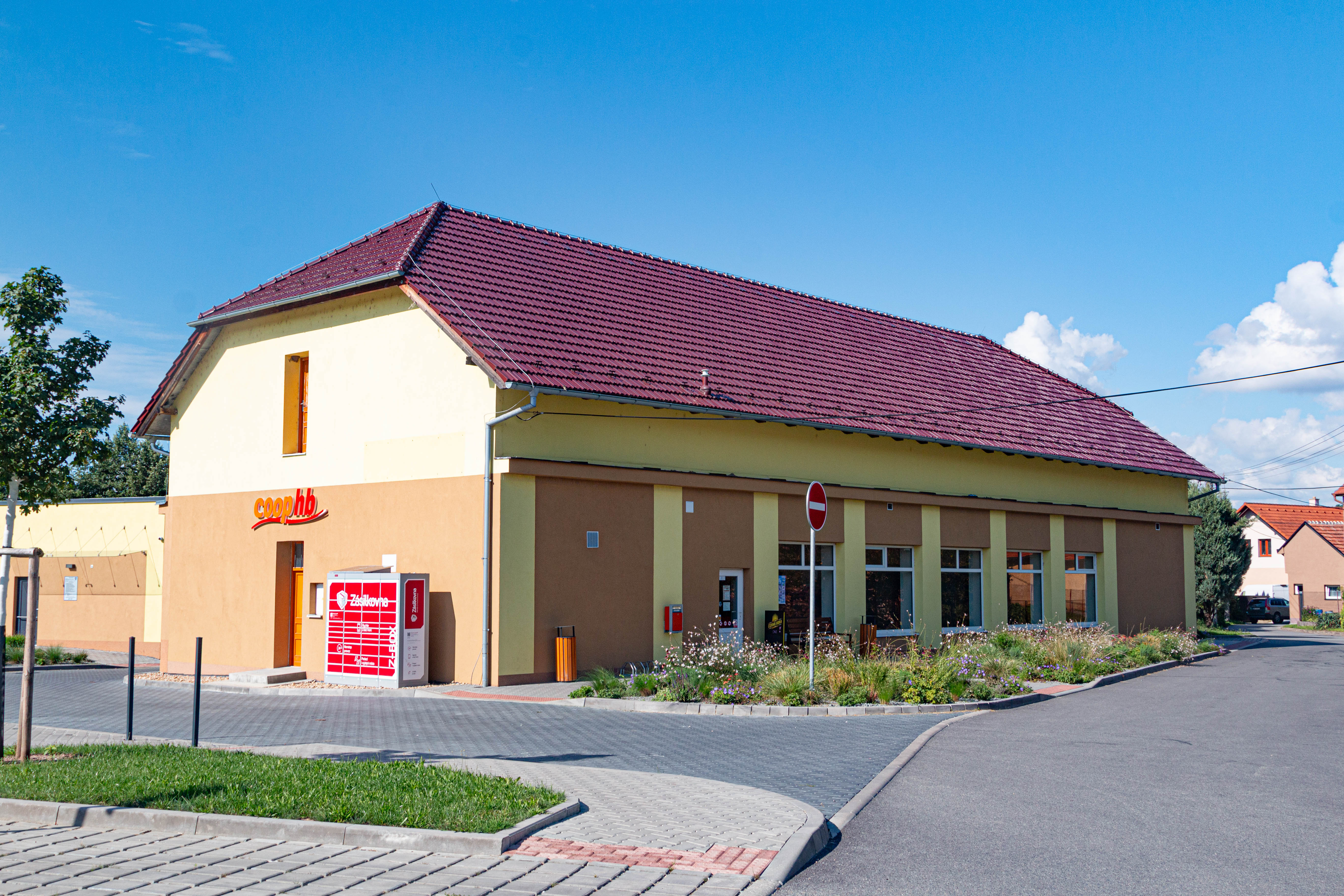
Samoobsluha Coop
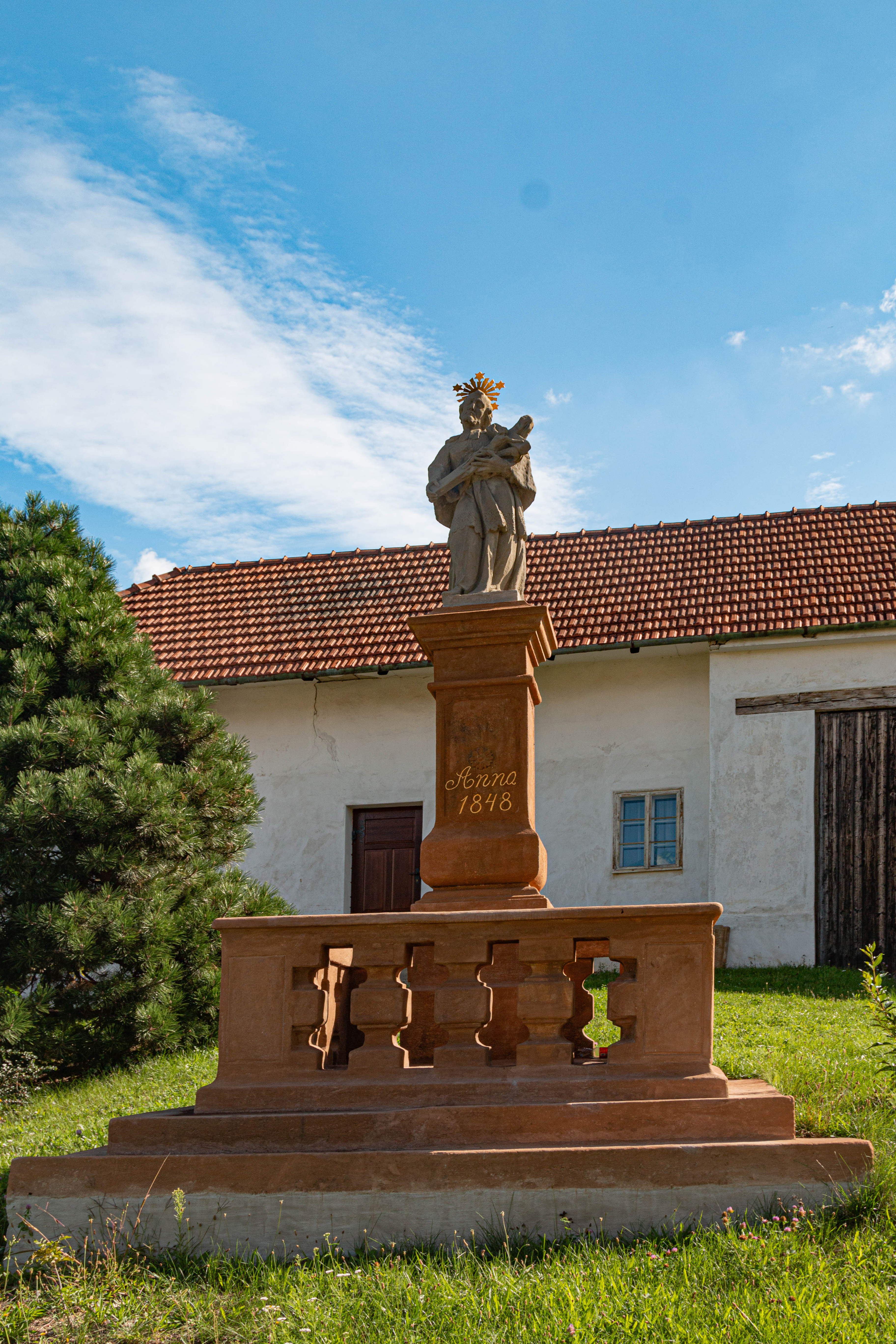
socha sv. Jana Nepomuckého
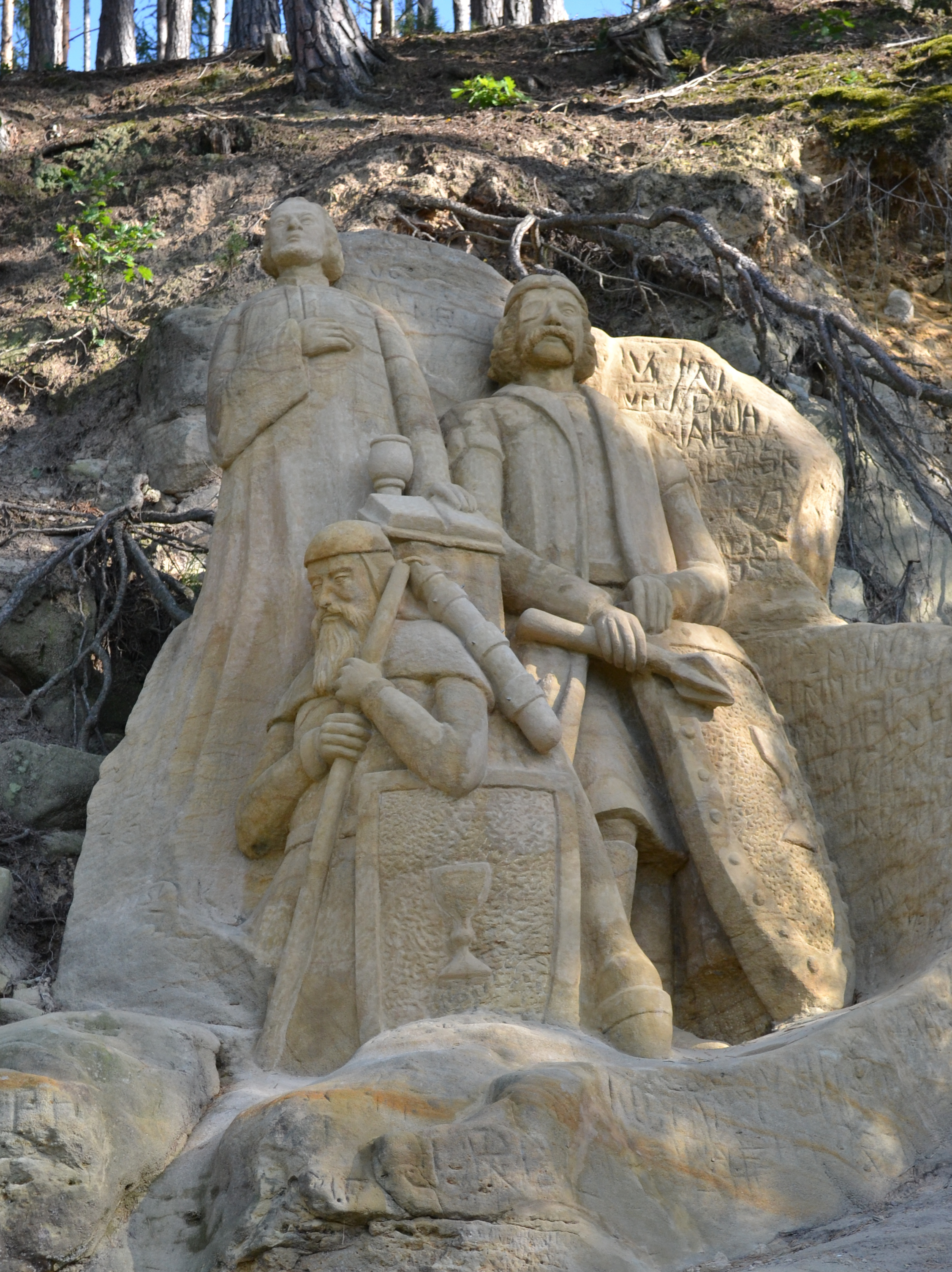
Sousoší Husité